# Tour de Catalogne 1992
Le Tour de Catalogne 1992 est la 72e édition du Tour de Catalogne, une course cycliste par étapes en Espagne. L’épreuve se déroule sur 7 étapes du 9 au 15 septembre 1992 sur un total de 943,8 km. Le vainqueur final est l'Espagnol Miguel Induráin de l’équipe Banesto, devant Tony Rominger et Antonio Martín Velasco.

## Étapes
| Étape | Date         | Parcours                                                     | km    | Vainqueur d’étape           | Leader du classement général |
| ----- | ------------ | ------------------------------------------------------------ | ----- | --------------------------- | ---------------------------- |
| 1     | 9 septembre  | Sant Carles de la Ràpita – Sant Carles de la Ràpita (clm/éq) | 7,4   | ONCE (ESP)                  | Alex Zülle (SUI)             |
| 2     | 10 septembre | Sant Carles de la Ràpita – Lleida                            | 202,3 | Laurent Jalabert (FRA)      | Alex Zülle (SUI)             |
| 3     | 11 septembre | Lleida – Calaf                                               | 192,8 | Jean-François Bernard (FRA) | Jean-François Bernard (FRA)  |
| 4     | 12 septembre | Igualada – Igualada (clm)                                    | 21,5  | Alex Zülle (SUI)            | Alex Zülle (SUI)             |
| 5a    | 13 septembre | L'Hospitalet de Llobregat - Barcelone                        | 74,3  | Laurent Jalabert (FRA)      | Alex Zülle (SUI)             |
| 5b    | 13 septembre | Barcelone - Platja d'Aro                                     | 119,8 | Maurizio Fondriest (ITA)    | Alex Zülle (SUI)             |
| 6     | 14 septembre | Platja d'Aro – Vallter 2000                                  | 153,6 | Tony Rominger (SUI)         | Miguel Induráin (ESP)        |
| 7     | 15 septembre | Llanars – Sant Feliu de Guíxols                              | 172,1 | Laurent Jalabert (FRA)      | Miguel Induráin (ESP)        |

### 1reétape[1]
09-09-1992: Sant Carles de la Ràpita, 7,4 km (clm/éq):
|   | Équipe | Temps      |
| - | ------ | ---------- |
| 1 | ONCE A | 8 min 46 s |
| 2 | PDM B  | + 7 s      |
| 3 | ONCE B | m. t.      |

|   | Cycliste             | Équipe | Temps      |
| - | -------------------- | ------ | ---------- |
| 1 | Alex Zülle (SUI)     | ONCE   | 8 min 46 s |
| 2 | Johan Bruyneel (BEL) | ONCE   | m.t.       |
| 3 | Melcior Mauri (ESP)  | ONCE   | m.t.       |

### 2eétape[2]
10-09-1992: Sant Carles de la Ràpita – Lleida, 202,3 km :
|   | Cycliste                   | Équipe         | Temps           |
| - | -------------------------- | -------------- | --------------- |
| 1 | Laurent Jalabert (FRA)     | ONCE           | 5 h 29 min 11 s |
| 2 | Jans Koerts (NED)          | PDM            | m. t.           |
| 3 | Juan Carlos González (ESP) | Puertas Mavisa | m. t.           |

|   | Cycliste             | Équipe | Temps           |
| - | -------------------- | ------ | --------------- |
| 1 | Alex Zülle (SUI)     | ONCE   | 5 h 37 min 57 s |
| 2 | Johan Bruyneel (BEL) | ONCE   | m.t.            |
| 3 | Melcior Mauri (ESP)  | ONCE   | m.t.            |

### 3eétape[3]
11-09-1992: Lleida – Calaf, 192,8 km :
|   | Cycliste                    | Équipe  | Temps           |
| - | --------------------------- | ------- | --------------- |
| 1 | Jean-François Bernard (FRA) | Banesto | 5 h 05 min 11 s |
| 2 | Laurent Jalabert (FRA)      | ONCE    | + 13 s          |
| 3 | Thierry Laurent (FRA)       | RMO     | m. t.           |

|   | Cycliste                    | Équipe  | Temps            |
| - | --------------------------- | ------- | ---------------- |
| 1 | Jean-François Bernard (FRA) | Banesto | 10 h 43 min 19 s |
| 2 | Alex Zülle (SUI)            | ONCE    | + 2 s            |
| 3 | Johan Bruyneel (BEL)        | ONCE    | m.t.             |

### 4eétape[4]
12-09-1992: Igualada, 21,5 km (clm):
|   | Cycliste                    | Équipe  | Temps       |
| - | --------------------------- | ------- | ----------- |
| 1 | Alex Zülle (SUI)            | ONCE    | 26 min 20 s |
| 2 | Miguel Indurain (ESP)       | Banesto | + 5 s       |
| 3 | Jean-François Bernard (FRA) | Banesto | + 16 s      |

|   | Cycliste                    | Équipe  | Temps            |
| - | --------------------------- | ------- | ---------------- |
| 1 | Alex Zülle (SUI)            | ONCE    | 11 h 09 min 41 s |
| 2 | Jean-François Bernard (FRA) | Banesto | + 14 s           |
| 3 | Miguel Indurain (ESP)       | Banesto | + 16 s           |

### 5eétape A[5]
13-09-1992: L'Hospitalet de Llobregat - Barcelone, 74,3 km :
Resultat de la 5e étape A
|   | Cycliste               | Équipe                 | Temps           |
| - | ---------------------- | ---------------------- | --------------- |
| 1 | Laurent Jalabert (FRA) | ONCE                   | 2 h 00 min 48 s |
| 2 | Jans Koerts (NED)      | PDM                    | m. t.           |
| 3 | Mario Manzoni (ITA)    | Gatorade-Chateaux d'Ax | m. t.           |

### 5eétape B[5]
13-09-1992: Barcelone - Platja d'Aro, 119,8 km :
|   | Cycliste                 | Équipe    | Temps           |
| - | ------------------------ | --------- | --------------- |
| 1 | Maurizio Fondriest (ITA) | Panasonic | 3 h 00 min 43 s |
| 2 | Vicente Aparicio (ESP)   | Amaya     | + 1 s           |
| 3 | Laurent Jalabert (FRA)   | ONCE      | + 2 s           |

|   | Cycliste                    | Équipe  | Temps            |
| - | --------------------------- | ------- | ---------------- |
| 1 | Alex Zülle (SUI)            | ONCE    | 16 h 11 min 14 s |
| 2 | Jean-François Bernard (FRA) | Banesto | + 14 s           |
| 3 | Miguel Indurain (ESP)       | Banesto | + 16 s           |

### 6eétape[6]
14-09-1992: Platja d'Aro – Vallter 2000, 153,6 km :
|   | Cycliste                     | Équipe  | Temps           |
| - | ---------------------------- | ------- | --------------- |
| 1 | Tony Rominger (SUI)          | Clas    | 4 h 09 min 09 s |
| 2 | Antonio Martín Velasco (ESP) | Amaya   | + 5 s           |
| 3 | Miguel Indurain (ESP)        | Banesto | m. t.           |

|   | Cycliste                     | Équipe  | Temps            |
| - | ---------------------------- | ------- | ---------------- |
| 1 | Miguel Indurain (ESP)        | Banesto | 20 h 20 min 44 s |
| 2 | Tony Rominger (SUI)          | Clas    | + 19 s           |
| 3 | Antonio Martín Velasco (ESP) | Amaya   | + 1 min 18 s     |

### 7eétape[7]
15-09-1992: Llanars - Sant Feliu de Guíxols, 172,1 km :
|   | Cycliste               | Équipe                 | Temps           |
| - | ---------------------- | ---------------------- | --------------- |
| 1 | Laurent Jalabert (FRA) | ONCE                   | 4 h 08 min 56 s |
| 2 | Mario Manzoni (ITA)    | Gatorade-Chateaux d'Ax | m. t.           |
| 3 | Mathieu Hermans (NED)  | Lotus-Festina          | m. t.           |

|   | Cycliste                     | Équipe  | Temps            |
| - | ---------------------------- | ------- | ---------------- |
| 1 | Miguel Indurain (ESP)        | Banesto | 24 h 29 min 40 s |
| 2 | Tony Rominger (SUI)          | Clas    | + 19 s           |
| 3 | Antonio Martín Velasco (ESP) | Amaya   | + 1 min 18 s     |

## Classement général
|    | Cycliste                     | Équipe  | Temps            |
| -- | ---------------------------- | ------- | ---------------- |
| 1  | Miguel Indurain (ESP)        | Banesto | 24 h 29 min 40 s |
| 2  | Tony Rominger (SUI)          | Clas    | + 19 s           |
| 3  | Antonio Martín Velasco (ESP) | Amaya   | + 1 min 18 s     |
| 4  | Erik Breukink (NED)          | PDM     | + 1 min 27 s     |
| 5  | Jean-François Bernard (FRA)  | Banesto | + 1 min 47 s     |
| 6  | Federico Echave (ESP)        | Clas    | + 1 min 51 s     |
| 7  | Mikel Zarrabeitia (ESP)      | Amaya   | + 2 min 22 s     |
| 8  | Charly Mottet (FRA)          | RMO     | + 2 min 52 s     |
| 9  | Johan Bruyneel (BEL)         | ONCE    | + 2 min 58 s     |
| 10 | Pedro Delgado (ESP)          | Banesto | + 3 min 20 s     |

## Classements annexes
|   | Cycliste                     | Équipe  | Points    |
| - | ---------------------------- | ------- | --------- |
| 1 | Tony Rominger (SUI)          | Clas    | 30 Points |
| 2 | Antonio Martín Velasco (ESP) | Amaya   | 19 Points |
| 3 | Miguel Indurain (ESP)        | Banesto | 19 Points |

|   | Cycliste                          | Équipe         | Points    |
| - | --------------------------------- | -------------- | --------- |
| 1 | Álvaro González de Galdeano (ESP) | Artiach        | 10 Points |
| 2 | Miguel Àngel Iglesias (ESP)       | Puertas Mavisa | 10 Points |
| 3 | Erwin Nijboer (NED)               | Artiach        | 6 Points  |

|   | Cycliste                   | Équipe         | Points    |
| - | -------------------------- | -------------- | --------- |
| 1 | Laurent Jalabert (FRA)     | ONCE           | 69 Points |
| 2 | Jans Koerts (NED)          | PDM            | 49 Points |
| 3 | Juan Carlos González (ESP) | Puertas Mavisa | 41 Points |

|   | Équipe  | Pays    | Temps            |
| - | ------- | ------- | ---------------- |
| 1 | Banesto | Espagne | 73 h 34 min 04 s |
| 2 | Clas    | Espagne | + 1 min 05 s     |
| 3 | Amaya   | Espagne | + 2 min 04 s     |